# 24 novembre 2012
Le samedi 24 novembre 2012 est le 329e jour de l'année 2012.

## Décès
- Antoine Kohn (né le 1er novembre 1933), footballeur puis entraîneur luxembourgeois
- Chris Stamp (né le 7 juillet 1942), producteur de musique britannique
- Héctor Camacho (né le 24 mai 1962), boxeur portoricain
- Heinz Werner Kraehkamp (né le 26 décembre 1948), acteur allemand
- Mazouz Ould-Abderrahmane (né le 27 janvier 1941), acteur, réalisateur, scénariste, monteur et écrivain algérien
- Sebastián Viberti (né le 25 mai 1944), footballeur argentin
- Tony Leblanc (né le 7 mai 1922), footballeur espagnol

## Événements
- Début de la série télévisée Marvin_Marvin
- Création de Píratar, parti pirate islandais
- un incendie dans une usine textile à Dhaka au Bangladesh provoque la mort d'au moins 112 personnes[1].